# Punctularia
Punctularia Pat. (skórniczka) – rodzaj grzybów z rodziny Punctulariaceae. Należą do niego dwa gatunki, w Polsce występuje jeden.

## Charakterystyka
Grzyby kortycjoidalne o owocniku rozpostartym lub rozpostarto-odgiętym i strefowanej powierzchni. Hymenofor guzkowaty lub z promienistymi prążkami, w stanie świeżym galaretowaty. System strzępkowy monomityczny, strzępki ze sprzążkami, cienkościenne i grubościenne. Cystyd brak, są dendrohyfidy o barwie od żółtawej do brązowej. Podstawki zmienne, z wydłużoną podstawą, z 4 sterygmami i sprzążką u podstawy. Bazydiospory elipsoidalne, gładkie, cienkościenne, żółtawe do brązowych, nieamyloidalne, niecyjanofilne.
W 1981 r. Eriksson i inni, opierając się na obecności dendrohyfid i własnościach podstawek i bazydiospor, wskazał na związek Punctularia z Laeticorticium. Badania molekularne potwierdzają tę hipotezę.

## Systematyka i nazewnictwo
Pozycja w klasyfikacji według Index Fungorum: Punctulariaceae, Corticiales, Incertae sedis, Agaricomycetes, Agaricomycotina, Basidiomycota, Fungi.
Synonimy nazwy naukowej: Auricula Lloyd, Phaeophlebia W.B. Cooke.
Polską nazwę nadał Władysław Wojewoda w 2003 r.
Gatunki:
- Punctularia atropurpurascens (Berk. & Broome) Petch 1916
- Punctularia bambusicola C.L. Zhao 2021
- Punctularia strigosozonata (Schwein.) P.H.B. Talbot 1958 – skórniczka kasztanowobrązowa

Nazwy naukowe na podstawie Index Fungorum. Nazwy polskie według Władysława Wojewody.